# 신안 흑산 진리 지석묘군
신안 흑산 진리 지석묘군(新安 黑山 鎭里 支石墓群)은 대한민국 전라남도 신안군 흑산면 진리에 있는 지석묘이다. 1994년 1월 31일 전라남도의 문화재자료 제194호로 지정되었다.

## 개요
지석묘는 청동기시대의 대표적인 무덤으로 고인돌이라고도 부르며, 주로 경제력이 있거나 정치권력을 가진 지배층의 무덤으로 알려져 있다.
우리나라의 고인돌은 4개의 받침돌을 세워 돌방을 만들고 그 위에 거대하고 평평한 덮개돌을 올려 놓은 탁자식과, 땅속에 돌방을 만들고 작은 받침돌을 세운 뒤 그 위에 덮개돌을 올린 바둑판식으로 구분된다.
전라남도 지방은 전국에서 고인돌이 가장 많이 분포하는 지역으로 지금까지 발견된 것만 해도 약 2만여기가 넘는다. 흑산진리 고인돌군은 흑산초등학교에서 약 100m 떨어진 구릉 위에 있는데, 가장 큰 것은 길이 2.25m, 너비 1.57m이고 6기의 고인돌 중 3기에서는 덮개돌을 지탱하고 있는 작은 받침돌이 확인되었다. 발굴조사를 통해 흑갈색 민무늬토기와 회갈색 토기조각이 발견되었는데, 이것은 인근에서 조사된 선사시대의 조개더미와 더불어 신석기∼청동기시대에 사람들이 거주하였음을 알려주는 자료가 된다.
육지에서 멀리 떨어진 섬 지역에서 고인돌이 발견되었다는 점에서 우리나라 고인돌의 전파과정을 이해하는데 중요한 자료가 되고 있다.

## 참고 자료
- 신안흑산진리지석묘군 - 국가유산청 국가유산포털